# ایوان پتروویچ
ایوان پتروویچ (به صربی: Иван Петровић؛ زادهٔ ۱۱ ژانویه ۱۹۸۰) بازیکن سابق فوتبال اهل صربستان است.
وی سابقه بازی در تیم‌های ابومسلم، پرسپولیس
، شاهین بوشهر و مس کرمان را دارد.

## افتخارات
- نایب قهرمانی در جام حذفی ۹۱-۹۰ به همراه تیم شاهین بوشهر
- بهترین پاسور خارجی لیگ برتر ایران ۴۲ پاس گل